# 1994年度新城勁爆頒獎禮得獎名單
1994年度新城勁爆頒獎禮於1994年12月頒發。

## 得獎名單
- 香港勁爆新登場男歌手
  - 金獎：古巨基
  - 銀獎：孫耀威
  - 銅獎：曹永廉

- 香港勁爆新登場女歌手
  - 金獎：吳倩蓮
  - 銀獎：李蕙敏
  - 銅獎：張玉珊

- 香港勁爆新登場樂隊
  - 金獎：風火海
  - 銀獎：張崇基／張崇德
  - 銅獎：Girl Friends

- 香港勁爆電影歌曲
  - 《我和春天有個約會》 ——劉雅麗
- 香港勁爆監製
  - 《餓狼傳說》 ——歐丁玉
- 香港勁爆編曲
  - 《繾綣星光下》 ——TONY A
- 香港勁爆歌詞
  - 《繾綣星光下》 ——周禮茂

- 香港勁爆民歌、小調
  - 《來來回回》 ——張學友
- 香港勁爆搖滾歌曲
  - 《醒你》 ——Beyond
- 香港勁爆節奏怨曲
  - 《女人的弱點》 ——葉蒨文
- 香港勁爆怨曲及爵士歌曲
  - 《想起你》 ——夏韶聲
- 香港勁爆跳舞音樂歌曲
  - 《叮噹》 ——鄭秀文

- 歌星眼中最受歡迎歌星獎
  - 張學友

- 香港勁爆另類歌曲
  - 《知己知彼》 ——王靖雯
- 香港勁爆合唱歌曲
  - 《從不喜歡孤單一個》 ——彭家麗、蘇永康

- 香港勁爆國語歌曲
  - 金獎：《忘情水》 ——劉德華
  - 銀獎：《用心良苦》 ——張宇
  - 銅獎：《太傻》 ——巫啟賢

- 香港勁爆大碟
  - 《餓狼傳說》 ——張學友

- 大學生眼中最受歡迎男歌手
  - 張學友
- 大學生眼中最受歡迎女歌手
  - 王靖雯
- 大學生眼中最受歡迎樂隊
  - Beyond
- 大學生眼中最受歡迎大碟
  - 《餓狼傳說》 ——張學友
- 大學生眼中最受歡迎歌曲
  - 《那有一天不想你》 ——黎明
- JVC 最人氣急升男歌手/女歌手
  - 黎明/鄭秀文
- 香港勁爆香港人創作歌曲
  - 《昨晚你已嫁給誰》 ——周華健
- 香港勁爆女歌手
  - 王靖雯
- 香港勁爆男歌手
  - 黎明
- 香港勁爆樂隊╱組合
  - Beyond
- 香港勁爆流行曲
  - 《那有一天不想你》 ——黎明